# まくら@ラクゴ
まくら@ラクゴ（まくらあっとらくご）は、アール・エフ・ラジオ日本制作の演芸バラエティ番組。2005年10月6日から2007年3月29日まで放送された。

## 概要
落語の枕のみを扱い、初心者の若手女性アシスタント相手に解説する内容。落語家をゲストに招くこともあった。

## 沿革
- 2005年10月 - 開始。放送時間は木曜日21時30分 - 、同日深夜27時30分 - 。
- 2006年2月 - アシスタント交替（酒井瑛里 → 小林加奈）
- 2006年7月 - 再放送の放送日時移動（木 27:30 - 27:55 → 火 27:00 - 27:25）
- 2006年10月 - 岐阜ラジオにネット開始。
- 2007年1月10日 - 渋谷のシアターDにて番組が企画する落語会「シブヤ落語」を開催（出演者は番組出演歴のある立川こしらと立川志ら乃）。
- 2007年3月 - 終了。

## 出演者
- 藤井青銅（構成作家）
- 酒井瑛里
- 小林加奈

## ゲスト
- 立川こしら
- 立川志ら乃

ほか